# 森綾
森 綾（もり あや、1964年〈昭和39年〉8月21日 - ）は、日本の著述家。血液型はO型。
大阪府大阪市旭区出身。神戸女学院大学文学部総合文化学科卒業。
1987年、スポーツニッポン新聞大阪本社入社、文化部記者。
1989年、FM802入社、編成部広報宣伝プロデューサー。
1992年、上京。以後、フリーランスのライターとして雑誌、新聞、web、放送業界紙などで執筆を続ける。
『一流の女が私だけに教えてくれたこと』（マガジンハウス）などのノンフィクション、エッセイ、小説などの著作がある。

## 来歴

### 放送タレント時代
神戸女学院大学在学中に、毎日放送ラジオ『キューカンチョーパート1』、ラジオ関西『ファッションパークミュージックプラザ』（第4期アシスタントレディ）、『ドラ金小曽根カンパニー』などの番組にレギュラー出演した。
1985年日本生命の「青春の保険　BIG YOU」の春のキャンペーンで、ナレーションも担当。同社提供の特番アニメ『生徒諸君』では進行役を務めた。

### 新聞・放送局時代
卒業後、10月からスポーツニッポン新聞に準社員として中途採用、文化部記者に。
1988年3月のミック・ジャガー来日時にマスコミ総シャットアウトのなか、単独インタビューに成功し、編集局長賞受賞。
1988年秋にFM802の第1回中途採用試験を受けて合格、翌年1月入社。同局編成部に配属され、主に番組編成と広報宣伝を担当。
1992年1月末に結婚退社。

### フリーライターとして
1992年3月に上京。6月より、ライターとして活動を始める。
『日経エンタテインメント!』（日経BP社）、『ワッツイン』（ソニー・マガジンズ）、『FMレコパル』（小学館）、『週刊SPA!』（扶桑社）などで執筆しながら、’95年初の著書『読むFM802』（日経BP社）を出版。

### 構成作家として
有名人本の構成を数多く手がけて、1993年からサンデー毎日で連載していた島田紳助のコラムを1997年まで担当。『いつも心に紳助をファイナル』（毎日新聞社）ではあとがきを執筆した。また同じくサンデー毎日で連載していた村上龍対談『RYU's倶楽部』の構成を担当。1997年『村上龍対談集　RYU's倶楽部~仲間ではなく友人として』（毎日新聞社）として出版された。
構成、執筆協力としてクレジットされている主な書籍は、『高麗屋の女房』（著者・藤間紀子　毎日新聞社）、『えせ田舎暮らし』（著者・島田紳助　中央出版）、『おこりんぼさびしんぼ』（著者・山城新伍　幻冬舎）、『わたし、へんでしょ?』（著者・藤山直美　バウハウス）、『志して候』（著者・伊原剛志　アメーバブックス）、『新幹線お掃除の天使たち』（著者・遠藤功　あさ出版）など。

### エッセイスト、コラムニストとして
1998年から1999年にかけて雑誌「VERY」（光文社）で初連載した『実例・二世帯住宅物語』が話題となり、1999年に『東京二世帯住宅物語』（光文社知恵の森文庫）として書き下ろし出版。
その後「VERY」では『VERY KANSAI』、『リセット離婚物語』とノンフィクションルポを連載。それをもとに『大阪の女はえらい』（光文社知恵の森文庫）、『大阪のうまいもん屋』（光文社知恵の森文庫）、『マルイチ』（マガジンハウス）を出版した。
雑誌「婦人公論」の『今日からあなたもコメンテーター』、雑誌「Saita」『はやりの真相』を3年半連載。
朝日新聞『ラジオアングル』は1999年頃から現在もレギュラー執筆。その他、民間放送連盟の機関紙「民間放送」の『メディア時評』ではレギュラー陣の1人として執筆を続けている。

### コンテンツプロデューサーとして
2010年～2017年『湘南の風を感じるwebマガジン　BRISA』のチーフエディターとして、コンセプトの創出からメインコンテンツのライティングを担当。湘南マダムの暮らし方をルポする連載『湘南くらすらいふ』が、2015年に『アドレスは、湘南。』（マガジンハウス）として出版された。
2013年～2014年に台湾と日本の美容をつなぐwebマガジン『Bimajin』（台湾版はIts Be）のチーフエディターを担当。
2016年から株式会社日本香堂提供の『人と香りをつなぐwebマガジン Frag Lab（フレグラボ）』の監修とメインコンテンツのライティングを担当している。短編小説連載『香りの記憶』に加筆をしたものが、2022年4月『白トリュフとウォッカのスパゲッティ』（スター出版）として出版された。また日本香堂の動画も多数プロデュースしている。

## 著書

### 小説
- 『白トリュフとウォッカのスパゲッティ』(スター出版)
- 『ハンティングパーティー』（扶桑社文庫)

### ノンフィクション&エッセイ
- 『一流の女が私だけに教えてくれたこと』(マガジンハウス)
- 『Ladystandard~洗練された大人に学ぶ、女の磨きかた』(マイナビ出版）
- 『大阪のおばちゃんの人生が変わるすごい格言100』(SBクリエイティブ)
- 『大阪の女はえらい』(光文社知恵の森文庫)
- 『大阪のうまいもん屋』(光文社知恵の森文庫)
- 『東京二世帯住宅物語』(光文社知恵の森文庫)
- 『「夫婦別寝」の時代』(主婦と生活社)
- 『マルイチ』(マガジンハウス)
- 『キティの涙』(集英社)
- 『読むFM802』(日経BP出版センター)
- 『ハッピー8 性格診断×ドラマ』(名越康文と共著・朝日新聞社)